# Los Castillos (Armantes)
Los Castillos (929 m s. n. m.), es un pico situado en la localidad zaragozana de Cervera de la Cañada, son la tercera cumbre más alta de la Sierra de Armantes, en el Sistema Ibérico. Ubicada en la provincia española de Zaragoza.